# Campaña del Kert
La Campaña del Kert fue un conflicto armado en los alrededores de Melilla entre España y jarkas rifeñas insurgentes lideradas por Mohamed Ameziane, El Mizzian, que había iniciado una Yihad contra la ocupación española en el Rif oriental. Tuvo lugar entre 1911 y 1912.

## Historia
La campaña fue testigo de la introducción de las tropas regulares indígenas, Regulares, creadas por el teniente coronel Dámaso Berenguer el 30 de junio de 1911.
La campaña fue una consecuencia de la revuelta iniciada por Mohammed Ameziane, El Mizzian, Caíd de Segangán, que había iniciado una Yihad, atacando tanto a españoles como a cabilas aliadas a estos. Tras un ataque a un grupo de personal militar, que realizaba estudios topográficos sobre el terreno, en una posición cercana a Ishafen (junto al río Kert), la campaña española dio formalmente comienzo el 24 de agosto. Una columna española, sin embargo, ya había sido objeto de un tiroteo el 30 de junio.

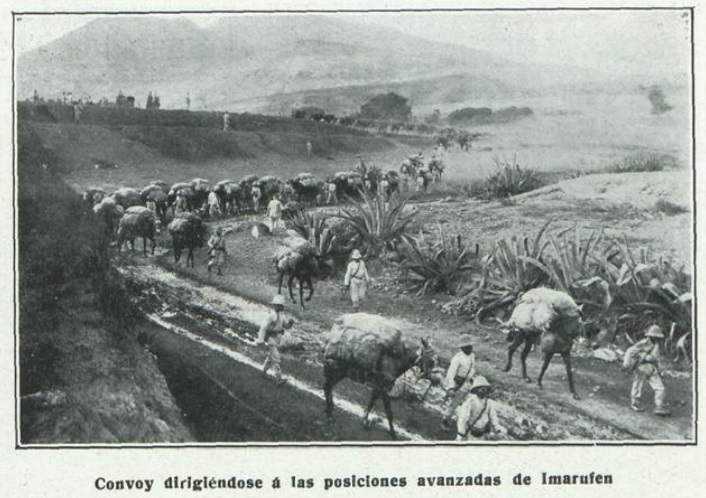
Convoy español que se dirige hacia Imaroufene

Tras una visita a Melilla, el Ministro de Guerra español, Agustín de Luque, tomó el control de las operaciones el 7 de octubre. Las luchas que siguieron a continuación conllevaron pérdidas numerosas para ambos lados, siendo de 64 muertos y 204 heridos para el bando español. El 14 de octubre de 1911, el general Salvador Díaz Ordóñez cayó en combate y una columna comandada por el general Felipe Navarro sufrió 33 muertos y 105 heridos.
Las fuerzas españolas tomaron la posición de Monte Arruit, el 18 de enero de 1912.
Los españoles dieron por concluida la campaña tras el abatimiento de Ameziane, por parte de Regulares, el 15 de mayo de 1912. Para entonces, las bajas españolas sumaban 500 muertos y 1900 heridos. La línea de control española se extendió hasta el río Kert, anexionándose las cabilas de Ait Sidel y Ait Bouyafar.